# Petra Skružná
Petra Skružná, rozená Chybová (* 6. března 1975), je bývalá česká florbalistka, kapitánka reprezentace a sedminásobná mistryně Česka. Jako hráčka české nejvyšší florbalové soutěže byla aktivní do roku 2010.

## Klubová kariéra
Skružná se k florbalu dostala během studií na vysoké škole v klubu Slávie TU Liberec. Po té několik sezón odehrála za pražský Tatran Střešovice, kde získala svůj první titul.
V roce 2000 přestoupila do FBC Liberec Crazy Girls, kde přispěla k zisku šesti mistrovských titulů v řadě v sezónách 2000/2001 až 2005/2006. V sezónách 2003/2004 a 2004/2005 vstřelila shodně rozhodující nájezd v posledním zápase finálové série. K druhé trojici titulů tým dovedl jako trenér její otec Zdeněk Chyba. V sezóně 2004/2005 mu asistenta dělal její nadcházející manžel Zdeněk Skružný.
Po posledním titulu odešli s manželem do Finska. Skružná tam začátek sezóny 2006/2007 odehrála v nejvyšší finské lize za Porvoon Salibandyseura. Ještě před koncem roku se ale vrátila do Česka a tuto sezónu dohrála v Liberci, který získal vicemistrovský titul.
Následující dvě sezóny vynechala a naposledy se k vrcholovému florbalu vrátila v sezóně 2009/2010.

## Reprezentační kariéra
Skružná reprezentovala Česko na čtyřech mistrovstvích světa mezi lety 1999 a 2005. Na svém prvním mistrovství v roce 1999 byla nejproduktivnější českou hráčkou. Na následujících dvou turnajích v letech 2001 a 2003 byla kapitánkou českého výběru. Na druhé dvojici z jejích šampionátů byl trenérem českého týmu její otec Zdeněk Chyba.
| Umístění | Soutěž                                             |
| -------- | -------------------------------------------------- |
| 5.       | Mistrovství světa ve florbale žen 1999             |
| 5.       | Mistrovství světa ve florbale žen 2001 (kapitánka) |
| 7.       | Mistrovství světa ve florbale žen 2003 (kapitánka) |
| 7.       | Mistrovství světa ve florbale žen 2005             |

## Rodina
Její manžel je florbalový trenér Zdeněk Skružný, bývalý trenér mužské florbalové reprezentace. Její otec je Zdeněk Chyba, bývalý trenér ženské reprezentace. Její sestra Zdeňka je bývalá florbalová brankářka a její spoluhráčka.

## Ocenění
V roce 2014 byla zařazena do Síně slávy klubu FBC Liberec.